# Young-Syndrom
Das Krankheitsbild Young-Syndrom ist durch die Kombination von chronischen Infektionen der Atemwege und verminderter Zeugungsfähigkeit beim Mann gekennzeichnet. Dieses Syndrom wurde von Donald Young 1970 zuerst beschrieben.

## Krankheitsverlauf
Die Patienten fallen schon in ihrer Kindheit durch häufig wiederkehrende Entzündungen der Bronchien und Nasennebenhöhlen auf. Es besteht Husten mit Auswurf. Häufig lassen sich auch Bronchiektasen nachweisen. Die Ursache für die verminderter Zeugungsfähigkeit ist wahrscheinlich eine Eindickung des Spermiensekrets. Eine wichtige Differentialdiagnose ist die Zystische Fibrose.

## Ursachen
Es wird vermutet, dass das Young-Syndrom autosomal rezessiv vererbt werden kann. Allerdings konnten keine Fälle mehr bei Menschen, die nach 1955 geboren wurden, nachgewiesen werden. Man vermutet deshalb auch eine Schädigung durch Quecksilber oder durch andere Umweltfaktoren.

## Therapie
Zur Fertilitätsbehandlung können Spermien entnommen und mittels intrazytoplasmatischer Spermieninjektion direkt in die Eizelle gegeben werden.